# Gunnar Ekwall
Bror Gunnar Ragnvald Ekwall, född 24 maj 1910 i Högsby i Kalmar län, död 15 april 1982 i Göteborg, var en svensk skådespelare.

## Biografi
Ekwall debuterade i Heide Waernmarks teatersällskap och var sedan engagerad vid Odeonteatern samt vid olika friluftsteatrar i Stockholm. Han filmdebuterade 1940 i Schamyl Baumans Karl för sin hatt och han kom att medverka i drygt 20 filmer. Sommaren 1942 bestämde sig producenten Carl O. Hertzberg att ljudlägga Edvard Perssons film På kryss med Blixten från 1927. Ekwall engagerdes för att imitera Edvard Perssons röst. Edvard Persson stämde då Hertzberg, och av Stockholms Rådhusrätt ådömdes Hertzberg att samtliga kopior av ljudfilmsversionen skulle förstöras.

## Filmografi
- 1940 – Karl för sin hatt
- 1941 – Spökreportern
- 1942 – Vårt frihetsarv och framtidsvärv
- 1942 – Ta hand om Ulla
- 1942 – En sjöman i frack
- 1942 – Det är min musik
- 1942 – Sexlingar
- 1942 – Halta Lottas krog
- 1943 – En vår i vapen
- 1943 – Ordet
- 1943 – I brist på bevis
- 1943 – Prästen som slog knockout
- 1944 – Prins Gustaf
- 1944 – Kejsarn av Portugallien
- 1945 – Jord
- 1945 – Idel ädel adel
- 1947 – Rallare
- 1950 – Moderskapets kval och lycka
- 1952 – Säg det med blommor
- 1952 – Sabotage
- 1952 – Medan det ännu är tid
- 1952 – Blondie, Biffen och Bananen
- 1972 – Rävspel (TV-serie)
- 1973 – Krocken
- 1974 – Fiskeläget (TV-serie)
- 1974 – Jourhavande (TV-serie)
- 1976 – Raskens (TV-serie)
- 1977 – Soldat med brutet gevär (TV-serie)

## Teater

### Roller
| År   | Roll             | Produktion                                                                          | Regi               | Teater                           |
| ---- | ---------------- | ----------------------------------------------------------------------------------- | ------------------ | -------------------------------- |
| 1940 | Medverkande      | Luddes nöjesfält, revy Gideon Wahlberg, Ch. Henry och Einar Molin                   |                    | Odeonteatern, Stockholm          |
| 1941 | Medverkande      | Luddes melodi, revy Ch. Henry och Einar Molin                                       | Gideon Wahlberg    | Odeonteatern, Stockholm          |
| 1941 | Medverkande      | Luddes underbara resa, revy Ch. Henry och Einar Molin                               | Gideon Wahlberg    | Odeonteatern, Stockholm          |
| 1942 | Medverkande      | Grand Hôtel Ludde, revy Ch. Henry och Einar Molin                                   | Sigge Fischer      | Odeonteatern, Stockholm          |
| 1942 | Medverkande      | Glada gatan, revy Ch. Henry och Einar Molin                                         | Gideon Wahlberg    | Odeonteatern, Stockholm          |
| 1943 | Medverkande      | Peppar och parfym, revy Ch. Henry och Einar Molin                                   | Gideon Wahlberg    | Odeonteatern, Stockholm          |
| 1943 | Medverkande      | Glitter och gliringar, revy Ch. Henry och Einar Molin                               | Gideon Wahlberg    | Odeonteatern, Stockholm          |
| 1944 | Medverkande      | Bröderna Rims sagor, revy Ch. Henry och Einar Molin                                 | Gideon Wahlberg    | Odeonteatern, Stockholm          |
| 1944 | Medverkande      | Hoppla, vi lär er, revy Ch. Henry och Einar Molin                                   | Helge Hagerman     | Odeonteatern, Stockholm          |
| 1945 | Medverkande      | Stan hela dan, revy Ch. Henry och Einar Molin                                       | Helge Hagerman     | Odeonteatern, Stockholm          |
| 1947 | Medverkande      | Opp med folket, revy Harry Iseborg, Allan Forss och Nils Bie                        | Ragnar Klange      | Folkets hus teater               |
| 1963 | Boudousse        | Antigone Jean Anouilh                                                               | Lars-Erik Liedholm | Helsingborgs stadsteater         |
| 1963 | Orgon            | Tartuffe (Tartuffe, ou l'Imposteur) Molière                                         | Per Sjöstrand      | Helsingborgs stadsteater         |
| 1964 | Presidenten      | Ostron och politik Guilherme Figueiredo                                             | Per Sjöstrand      | Helsingborgs stadsteater         |
| 1964 | Redmond O'Hanlon | Bockfoten (Step-in-the-hollow) Donagh MacDonagh                                     | Bo Swedberg        | Helsingborgs stadsteater         |
| 1964 | Simson           | Romeo och Julia (The Tragedy of Romeo and Juliet) William Shakespeare               | Per Sjöstrand      | Helsingborgs stadsteater         |
| 1964 | Andreas Jarl     | Änkeman Jarl Vilhelm Moberg                                                         | Hans Bergström     | Helsingborgs stadsteater         |
| 1965 | Burgess          | Candida George Bernard Shaw                                                         | Bo Swedberg        | Helsingborgs stadsteater         |
| 1966 | Jeppe            | Jeppe på berget (Jeppe paa Bierget) Ludvig Holberg                                  | Gunnar Skar        | Helsingborgs stadsteater         |
| 1967 | Markurell        | Markurells i Wadköping Hjalmar Bergman                                              | Hans Bergström     | Helsingborgs stadsteater         |
| 1968 | Kocken           | Mor Courage och hennes barn (Mutter Courage und ihre Kinder) Bertolt Brecht         | Torsten Sjöholm    | Norrköping-Linköping stadsteater |
| 1969 | Värden           | Mannen från La Mancha (Man of La Mancha) Dale Wasserman, Mitch Leigh och Joe Darion | Lans-Erik Liedholm | Norrköping-Linköping stadsteater |
| 1970 | Löpar-Nisse      | Wermlännigarne Fredrik August Dahlgren och Andreas Randel                           | Bertil Norström    | Norrköping-Linköping stadsteater |